# Patrick Sobral
Pour les articles homonymes, voir Sobral.
 (février 2018).
Œuvres principales
- Les Légendaires
- Les Mythics
- La Belle et la Bête

Patrick Sobral, né le 18 novembre 1972 à Limoges en France, est un auteur de bande dessinée français. Il est principalement connu pour sa série de high fantasy Les Légendaires, débutée en 2004 et qui compte un total de plus de vingt tomes et des séries dérivées.

## Biographie
Patrick Sobral exerce le métier de décorateur sur porcelaine pendant douze ans avant de se consacrer exclusivement au métier d'auteur de bande dessinée.
Patrick Sobral participe au concours « Tsuki Sélection », lancé par les éditions Tonkam en 2000, visant à publier des amateurs dans un recueil de onze bandes dessinées sur le thème des anges. Sa nouvelle Dynaméis est sélectionnée et son travail est publié. En 2002, il démissonne de son ancien travail et démarche une BD intitulée Démons. En septembre 2003, il signe un contrat avec les éditions Delcourt pour la publication des Légendaires. Il réalise une version personnelle de La Belle et la Bête en bande dessinée, sortie en mars 2008.

## Œuvres publiées

### UniversLes Légendaires
- Les Légendaires, Delcourt (scénario, dessin et couleur par Patrick Sobral)
  1. La Pierre de Jovénia, 2004  (ISBN 2-84789-450-0)
  2. Le Gardien, 2004  (ISBN 2-84789-477-2)
  3. Frères ennemis, 2005  (ISBN 2-84789-761-5)
  4. Le Réveil du Kréa-Kaos, 2005  (ISBN 2-84789-921-9)
  5. Cœur du passé, 2006  (ISBN 2-7560-0090-6)
  6. Main du futur, 2006  (ISBN 2-7560-0292-5)
  7. Aube et Crépuscule, 2007  (ISBN 978-2-7560-0532-4)
  8. Griffes et Plumes, 2007  (ISBN 978-2756005812)
  9. L'Alystory, 2008  (ISBN 978-2-7560-1179-0)
  10. La Marque du destin, 2009  (ISBN 978-2-7560-1588-0)
  11. Versus Inferno, 2009  (ISBN 978-2-7560-1589-7)
  12. Renaissance, 2010
  13. Sang royal, 2010
  14. L’Héritage du mal, 2011
  15. Amour mortel, 2012
  16. L'éternité ne dure qu'un temps, 2013
  17. L'Exode de Kalandre, 2014
  18. La Fin de l'histoire ?, 2015
  19. Artémus le légendaire, 2016
  20. Le Royaume des larmes, 2017
  21. La Bataille du néant, 2018
  22. Les Éveillés, 2019
  23. Les Cicatrices du monde, 2020

- Les Légendaires : Origines, Delcourt (dessin et couleur par Nadou, et Jenny pour les dernières planches du dernier album[2], scénario par Patrick Sobral) 
  1. Danaël, 2012
  2. Jadina, 2013
  3. Gryfenfer, 2014
  4. Shimy, 2015
  5. Razzia, 2018
  6. Soif de Justice, 2025

- Les Légendaires : Parodia, Delcourt (dessin et couleur par Jessica Jung, scénario par Patrick Sobral)
  1. Héros en délire, 2016
  2. Vous trouvez ça drôle ?, 2017
  3. Gagastrophique, 2017
  4. Raz-de-marrer, 2018
  5. Game of drôle, 2019
  6. Attention, c'est show !, 2024

- Les Légendaires : Les Chroniques de Darkhell, Delcourt (dessin et couleur par Orpheelin et Lowenael, scénario par Patrick Sobral)
  1. Ténébris, 2019
  2. La Croisée sanglante, 2021
  3. La Sentence des Ombres, 2022
  4. Le Rêve d'Ultima, 2023
  5. Alliances, 2024

- Les Légendaires : Missions, Delcourt (dessin par Philippe Cardona, couleur par Florence Torta, scénario par Patrick Sobral)
  1. Le réveil du Kilimanshu, 7 avril 2021
  2. La cérémonie des Kadals, 20 octobre 2021
  3. Le registre du Lotus, 23 mars 2022
  4. Frères d'armes, août 2022
  5. L'emprise du maître Ruban, mars 2023
  6. À vos tablettes, septembre 2023
  7. Les braconniers, septembre 2024
  8. La bibliothèque de Marq-Tapahj, mars 2025

- Les Légendaires : Résistance,  Delcourt (dessin par Jenny et Alexis Coridun, couleur par Florence Pop, scénario par Patrick Sobral)
  1. Les dieux sont amour, 13 octobre 2021
  2. Exmakina, 12 octobre 2022
  3. Le sanctuaire de la mort, 11 octobre 2023
  4. La Tour des mensonges, 16 octobre 2024

- Les Légendaires : Stories
  1. Toopie et le tournoi de Cirkarar, 12 janvier 2022
  2. Halan et l'Œil de Darnad, scénario avec Gaëlle Geniller qui a fait les couleurs et dessins, 21 septembre 2022
  3. Ténébris et l'île du Dordogon, 11 janvier 2023
  4. Shyska et la source élémentaire, 20 septembre 2023
  5. Kel-Cha et le destin de Jaguarys, 24 avril 2024
  6. Shamira et les milices fantômes, 22 janvier 2025

- Les Légendaires : Saga, Delcourt (dessin par Guillaume Lapeyre, couleur par Lowenael, scénario par Patrick Sobral)

Adaptation au format manga de la série principale.
- 1. Tome 01, 2020
  2. Tome 02, 2020
  3. Tome 03, 2020
  4. Tome 04, 2021
  5. Tome 05, 2021
  6. Tome 06, 2022
  7. Tome 07, 2022
  8. Tome 08, 2023
  9. Tome 09, 2024

### Autres publications
- La Belle et la Bête, Delcourt, 2008

- Les Mythics, scénario avec Patricia Lyfoung et Philippe Ogaki, Delcourt

1. Yuko (mars 2018, dessin Jenny et Mister Choco Man, couleur Magali Paillat et Valériane Duvivier)
2. Parvati (juin 2018, dessin Alice Picard, couleur Magali Paillat)
3. Amir (septembre 2018, dessin Philippe Ogaki, couleur Magali Paillat)
4. Abigail (novembre 2018, dessin Dara, couleur Magali Paillat)
5. Miguel (janvier 2019, dessin et couleur Jérôme Alquié)
6. Neo (mars 2019, dessin Frédéric Charve, couleur Magali Paillat)
7. Hong Kong (septembre 2019, dessin Alice Picard, couleur Magali Paillat)
8. Saint-Pétersbourg (octobre 2019, dessin Zimra,couleur Magali Paillat)
9. Stonehenge (mars 2020, dessin et couleur Jérôme Alquié)
10. Chaos (août 2020, dessin Jenny, couleur Magali Paillat)
11. Luxure (novembre 2020, dessin Dara, couleur Magali Paillat)
12. Envie (avril 2021, dessin Alice Picard, couleur Magali Paillat)
13. Paresse (septembre 2021, dessin Zimra, couleur Magali Paillat)
14. Avarice (novembre 2021, dessin Rachele, couleur Magali Paillat)
15. Gourmandise (avril 2022, dessin Alice Picard, couleur Magali Paillat)
16. Orgueil (août 2022, dessin Dara, couleur Magali Paillat)
17. Colère (novembre 2022, dessin Alice Picard, couleur Magali Paillat)
18. Le pardon (mai 2023, dessin Miya, couleur Magali Paillat)
19. Hypérion (septembre 2023, dessin Rachele, couleur Magali Paillat)
20. Thétys (novembre 2023, dessin Guillaume Lapeyre, Alexandre Desmassias, couleur Magali Paillat)
21. Océanos (mai 2024, dessin Miya, couleur Magali Paillat)
22. Cronos (août 2024, dessin Miya, couleur Magali Paillat)
23. Théia (novembre 2024, dessin Philippe Ogaki, couleur Magali Paillat)
24. Réha (mai 2025, dessin Miya, couleur Magali Paillat)

## Prix
- 2012 :  Prix Saint-Michel jeunesse pour Les Légendaires - Origines, t. 1 : Danaël (avec Nadou)
- 2013 : Prix jeunesse des Fauves d'Angoulême pour Les Légendaires - Origines, t. 1 : Danaël (avec Nadou)